# Plestiodon multivirgatus
Plestiodon multivirgatus är en ödleart som beskrevs av Hallowell 1857. Plestiodon multivirgatus ingår i släktet Plestiodon och familjen skinkar. Inga underarter finns listade i Catalogue of Life.
Arten har två från varandra skilda populationer i centrala och södra USA. Den når i norr södra South Dakota, i sydöst nordvästra Texas samt i väst Utah och Arizona. Regionen ligger 910 till 2600 meter över havet. Habitatet varierar mellan prärien, öknar med glest fördelade buskar samt skogar eller andra trädansamlingar med tallar, en, granar och ek. Individerna gömmer sig ofta i lövskiktet eller i det översta jordlagret. Äggen göms till exempel under klippor.
I områden där det ursprungliga landskapet ersattes med jordbruksmark minskade beståndet. Allmänt är Plestiodon multivirgatus vanligt förekommande. IUCN kategoriserar arten globalt som livskraftig.